# ソナポケイズム① 〜幸せのカタチ〜
『ソナポケイズム① 〜幸せのカタチ〜』（ソナポケイズムワン しあわせのカタチ）は、2009年10月14日に発売されたSonar Pocketの1枚目のオリジナルアルバム。初回限定はDVD付属。
また、このアルバムが特別盤として2012年3月1日に再発売されている。

## 収録曲
1. Promise (4:57)
映画「シャカリキ!」主題歌
2. 涙 (5:02)
日本テレビ系「音楽戦士 MUSIC FIGHTER」08年度12月オープニングテーマ
3. going my way (3:33)
「洋服の青山」CMソング
4. 口笛 (3:52)
5. 二人いつまでも (4:49)
「トヨタカローラ名古屋」CMソング
6. 友達に贈る歌 (4:53)
コナミデジタルエンタテインメントによるアーケードゲーム「jubeat ripples」に本人音源で収録されている。(copiousにて削除。)
7. 支え (5:16)
8. 潮風 (4:06)
9. 時計(5:20)
10. アリガトウ (4:41)
ABC・テレビ朝日系「コールセンターの恋人」主題歌
11. LOOOP (4:13)
12. ソナポケ☆DISCO (4:17)

DVD
1. Promise（Music Clip）
2. 涙（Music Clip）
3. アリガトウ　（Music Clip）
4. FT→R presents　「ソナポケの軌跡」

## ソナポケイズム① 〜幸せのカタチ〜 SP Price
2012年3月1日に、2010年に移籍した徳間ジャパンコミュニケーションズより発売。ボーナストラックとして2ndシングル「涙」のカップリング「冬のポケット」が加えられている他、3000円から2500円に値下げされている。

## 収録内容
1. Promise
2. 涙
3. going my way
4. 口笛
5. 二人いつまでも
6. 友達に贈る歌
7. 支え
8. 潮風
9. 時計
10. アリガトウ
11. LOOOP
12. ソナポケ☆DISCO
13. 冬のポケット【BONUS TRACK】